# بوسي (عازف قيثارة)
بوسي (بالألمانية: Bosse)‏ هو عازف قيثارة ومغني ألماني، ولد في 22 فبراير 1980 في مدينة براونشفايغ في ألمانيا.

## وصلات خارجية
- الموقع الرسمي
- بوسي على موقع IMDb (الإنجليزية)
- بوسي على موقع ميوزك برينز (الإنجليزية)
- بوسي على موقع ميوزك برينز (الإنجليزية)
- بوسي على موقع ديسكوغز (الإنجليزية)